# 吉奧羅克鄉
46°09′N 21°35′E / 46.150°N 21.583°E
吉奧羅克鄉（羅馬尼亞語：Comuna Ghioroc, Arad），是羅馬尼亞的鄉份，位於該國西部，由阿拉德縣負責管轄，面積50平方公里，海拔高度132米，2011年人口3,790，人口密度每平方公里82人。